# Wilhelm Friessem
Wilhelm Friessem (* 1799 in Polch; † 2. Juni 1882 in Wiesbaden) war ein deutscher Staatsanwalt und Parlamentarier.

## Leben
Nach dem Besuch des Gymnasiums in Koblenz studierte Friessem an der Rheinischen Friedrich-Wilhelms-Universität Bonn Rechtswissenschaft. Am 15. Mai 1820 gehörte er zu den Stiftern des Corps Rhenania Bonn. Er wechselte an die  Ruprecht-Karls-Universität Heidelberg. Nach dem Studium wurde er Staatsprokurator in Saarbrücken, Aachen und Malmedy. Er vertrat ab 1849 den Wahlkreis Aachen im Preußischen Abgeordnetenhaus, in dem er zur Fraktion der Linken gehörte. Er trat 1881 in den Ruhestand und lebte bis zu seinem Tod in Wiesbaden.